# Sillago schomburgkii
Sillago schomburgkii es una especie de peces de la familia Sillaginidae en el orden de los Perciformes.

## Morfología
Los machos pueden llegar alcanzar los 42 cm de longitud total.

## Distribución geográfica
Es un endemismo de Australia.